# Wayne Mulgrave
Wayne Charles Mulgrave (* 11. August 1971 in London) ist ein ehemaliger kanadisch-britischer Basketballspieler.

## Laufbahn
Als Schüler spielte Mulgrave am Martingrove Collegiate Institute in Toronto. Der 1,90 Meter messende Aufbau- und Flügelspieler spielte dann am Sheridan College im Großraum Toronto sowie an der Acadia University in der Provinz Neuschottland.
Er ging als Berufsbasketballspieler nach Europa, spielte 1996/96 bei den Manchester Giants in England, 1996/97 erst bei Skallagrímur auf Island, dann bei Derby Storm in England.
In der Saison 1997/98 stand Mulgrave in der deutschen Basketball-Bundesliga bei Brandt Hagen unter Vertrag, 1998/99 dann im selben Land beim Zweitligisten TK Hannover.
Zum Spieljahr 1999/2000 kehrte Mulgrave zu Derby Storm zurück, im November 1999 kam es jedoch zur Trennung. Er wechselte daraufhin in die österreichische Bundesliga nach Kapfenberg. Mulgraves letzte Vereine im bezahlten Basketball waren britisch: Birmingham Bullets (ab Februar 2001) und Manchester Magic. In Manchester war er Spielführer.